# Katharina Held (Drehbuchautorin)
Katharina Held (* 1977 in Detmold) ist deutsche Drehbuchautorin.

## Leben und Werk
Der Film Die fetten Jahre sind vorbei nahm 2004 als erste deutschsprachige Produktion seit 1993 beim Filmfestival in Cannes am Wettbewerb um die Goldene Palme teil. Das Drehbuch wurde mit dem Young Cinema Award beim Filmfest München ausgezeichnet.

## Filmografie

### Drehbuch
- 2004: Die fetten Jahre sind vorbei[4]
- 2007: Free Rainer
- 2007: Früher oder später

## Preise
- 2004: Sonderpreis der Jury, Filmfest München: Hans Weingartner und Katharina Held für das Drehbuch von Die fetten Jahre sind vorbei[2][3]